# Bolma (gastéropode)
Pour les articles homonymes, voir Bolma.
Genre
Le genre Bolma regroupe des espèces de gastéropodes prosobranches de la famille des Turbinidae. Comme la plupart des espèces de leur famille, ils sont célèbres pour leur opercule massif, souvent retrouvé isolé sur les plages (la coquille des individus morts étant le plus souvent appropriée par un pagure). 

## Liste des espèces
Selon World Register of Marine Species (25 juillet 2015) :

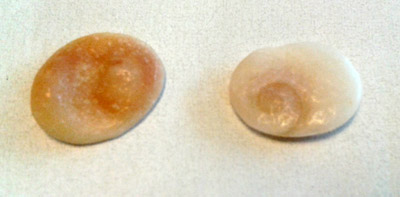
Opercules de Bolma rugosa, aussi appelés « yeux de Sainte Lucie ».

- Bolma andersoni (E. A. Smith, 1902)
- Bolma aureola (Hedley, 1907)
- Bolma bartschii Dall, 1913
- Bolma bathyraphis (E. A. Smith, 1899)
- Bolma boucheti Alf & Kreipl, 2011
- Bolma castelinae Alf, Maestrati & Bouchet, 2010
- Bolma exotica (Okutani, 1969)
- Bolma flava Beu & Ponder, 1979
- Bolma fuscolineata Alf & Kreipl, 2009
- Bolma girgyllus (Reeve, 1861)
- Bolma guttata (A. Adams, 1863)
- Bolma henica (Watson, 1885)
- Bolma jacquelineae (Marche-Marchad, 1957)
- Bolma johnstoni (Odhner, 1923)
- Bolma kermadecensis Beu & Ponder, 1979
- Bolma kiharai Kosuge, 1986
- Bolma kreipli Alf, Maestrati & Bouchet, 2010
- Bolma madagascarensis Nolf & Verstraeten, 2006
- Bolma maestratii Alf & Kreipl, 2009
- Bolma mainbaza Alf, Maestrati & Bouchet, 2010
- Bolma marshalli (Thomson, 1908) †
- Bolma martinae Kreipl & Alf, 2005
- Bolma massieri Bozzetti, 1992
- Bolma microconcha Kosuge, 1985
- Bolma midwayensis (Habe & Kosuge, 1970)
- Bolma millegranosa (Kuroda & Habe in Habe, 1958)
- Bolma minuta Neubert, 1998
- Bolma minutiradiosa Kosuge, 1983
- Bolma modesta (Reeve, 1843)
- Bolma myrica Okutani, 2001
- Bolma opaoana Bouchet & Métivier, 1983
- Bolma persica (Dall, 1907)
- Bolma pseudobathyraphis Alf, Maestrati & Bouchet, 2010
- Bolma recens (Dell, 1967)
- Bolma rugosa (Linnaeus, 1767) -- Astrée rugueuse de Méditerranée
- Bolma sabinae Alf & Kreipl, 2004
- Bolma somaliensis Beu & Ponder, 1979
- Bolma tamikoana (Shikama, 1973)
- Bolma tantalea Alf, Maestrati & Bouchet, 2010
- Bolma tayloriana (E. A. Smith, 1880)
- Bolma venusta (Okutani, 1964)

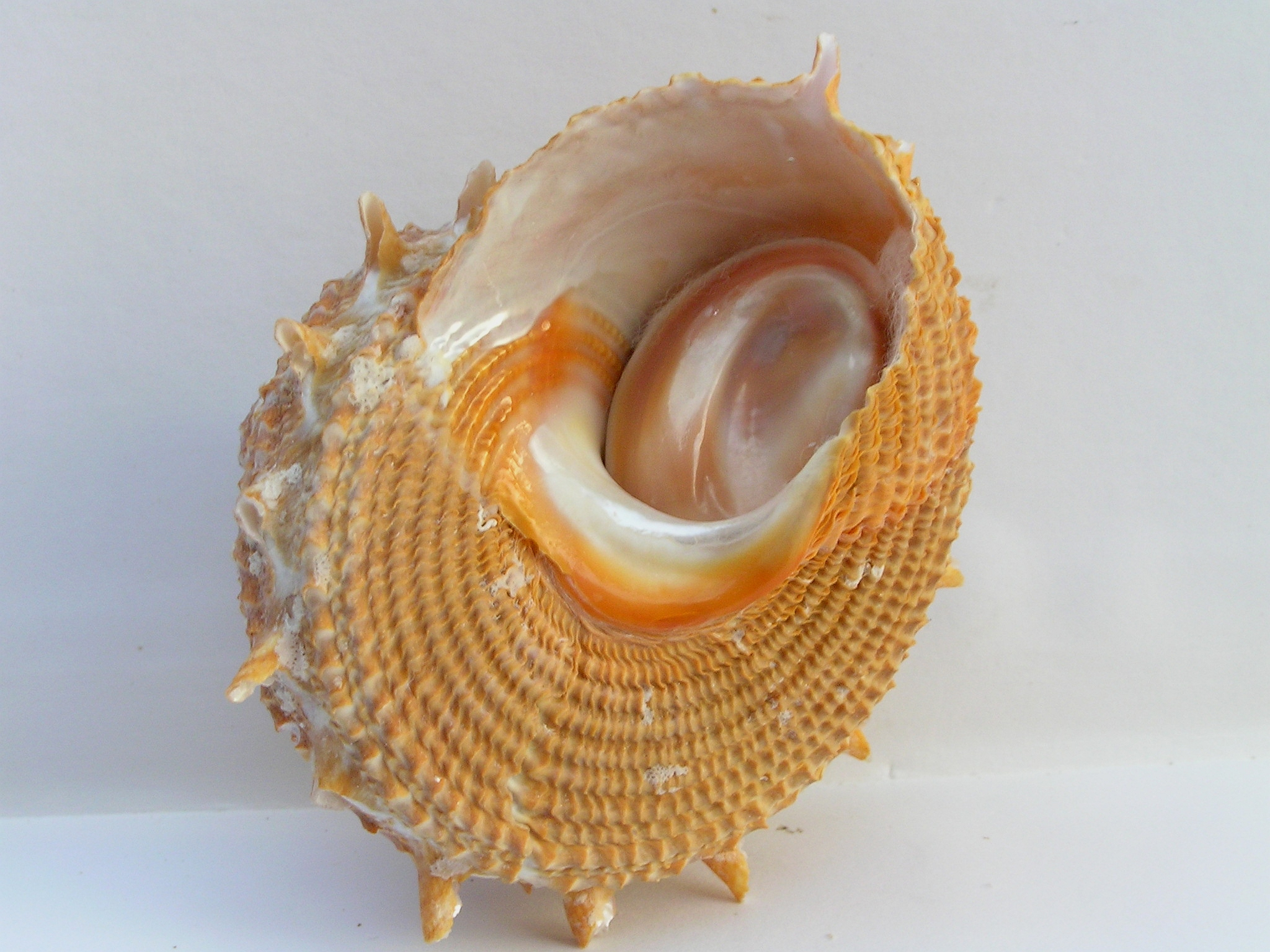
Bolma aureola
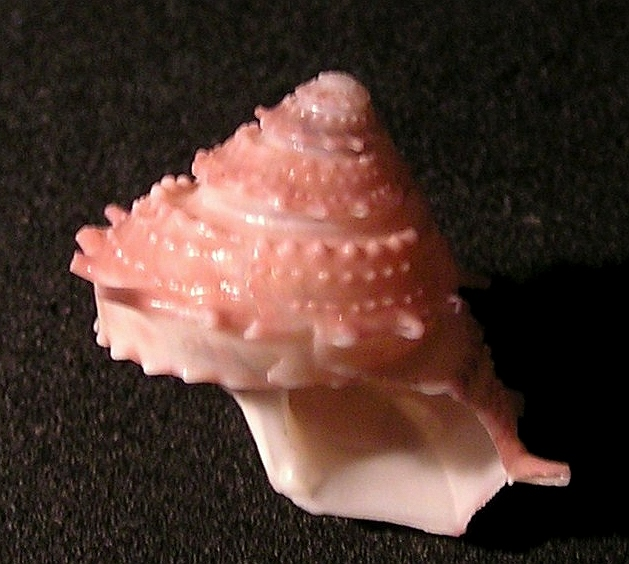
Bolma bartschi
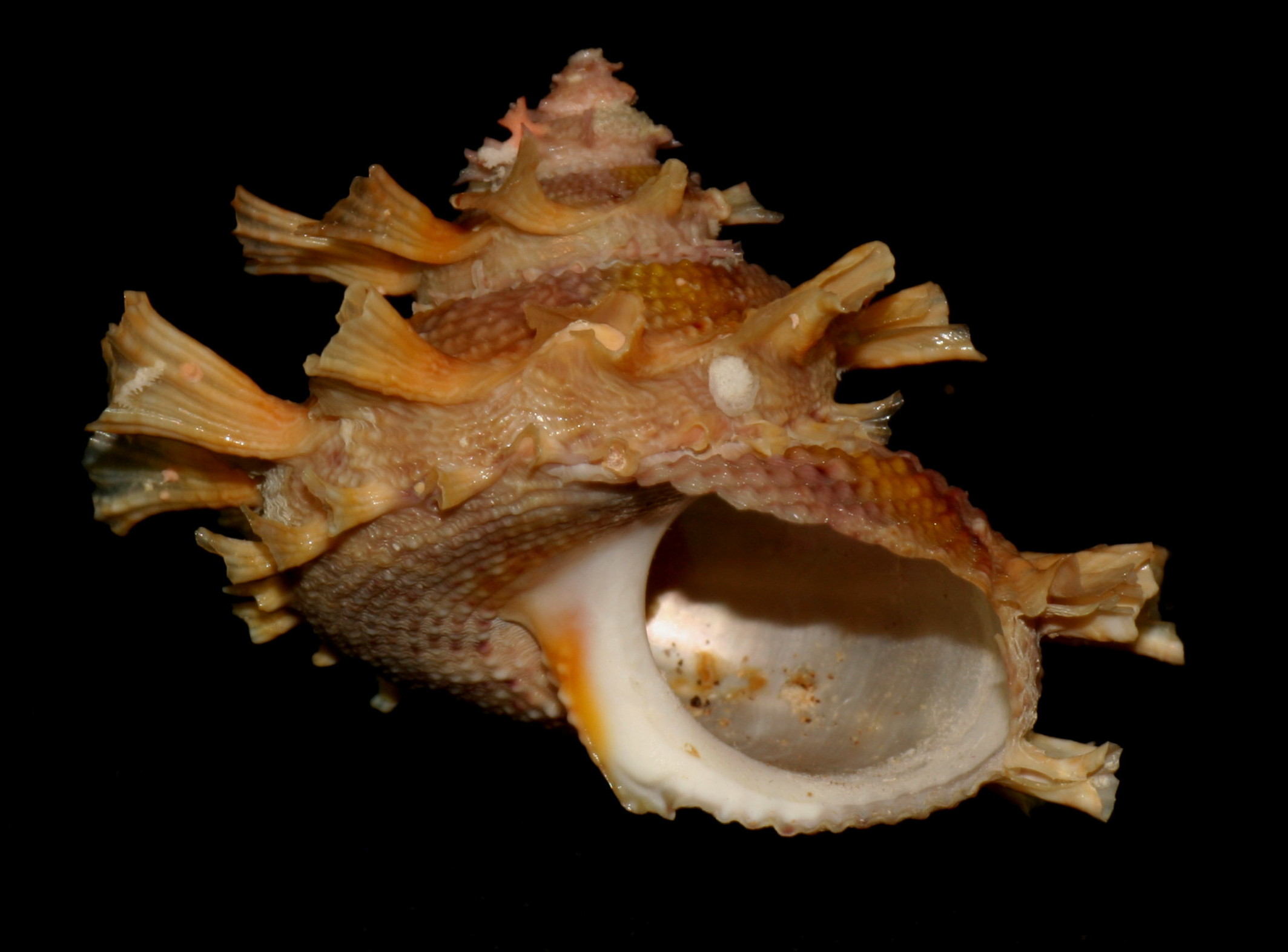
Bolma girgyllus
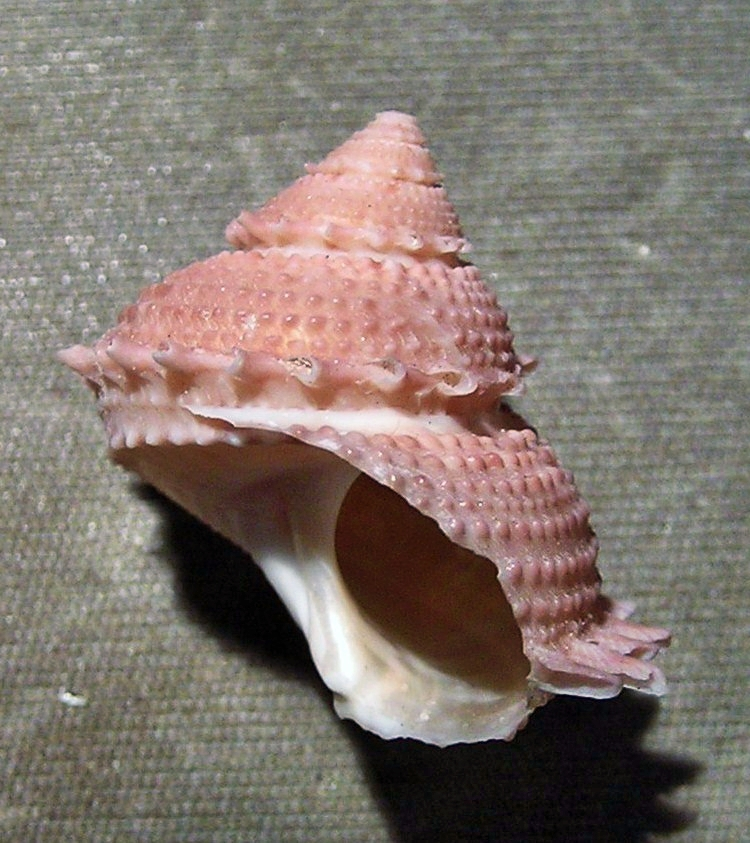
Bolma henica
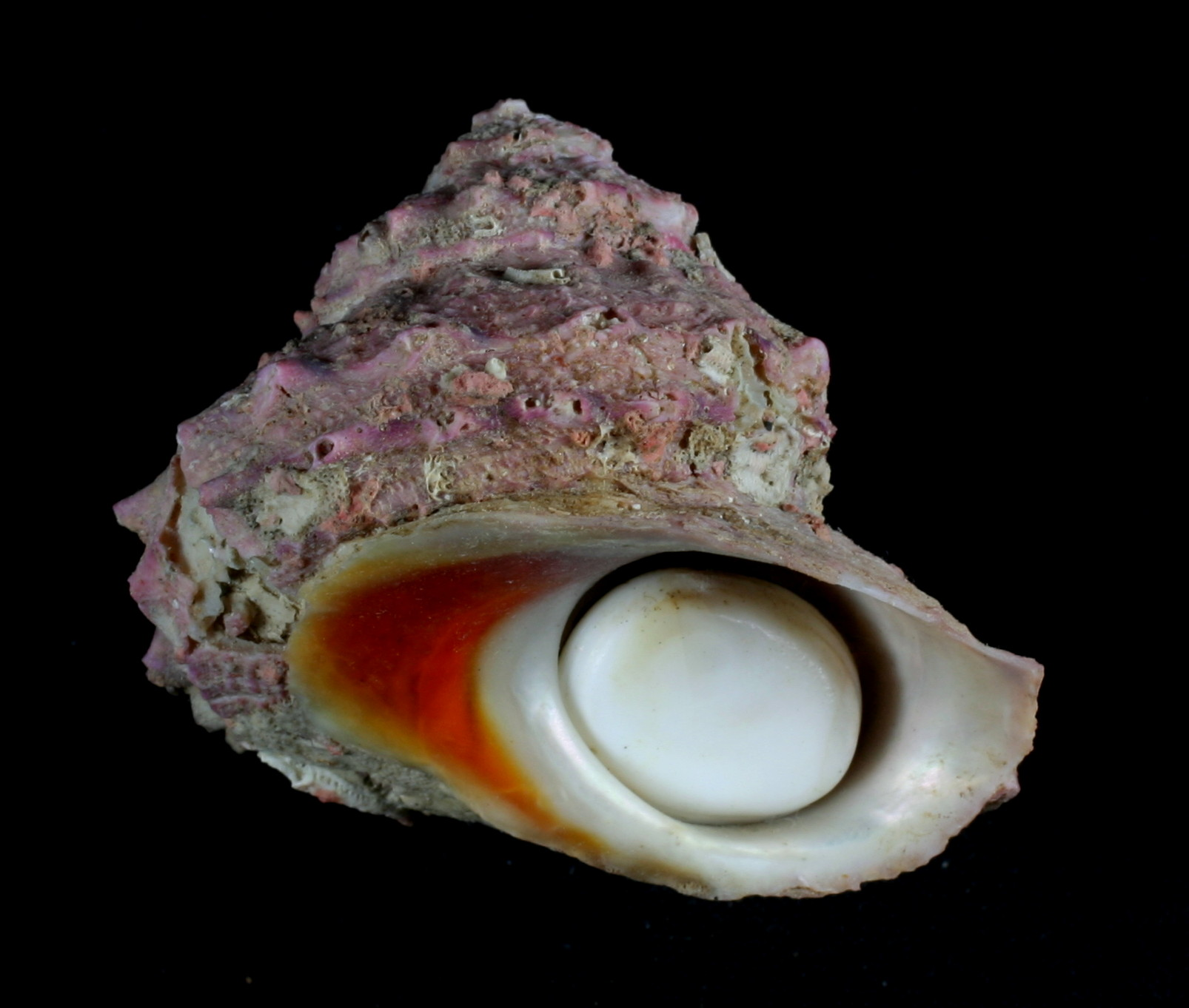
Bolma modesta
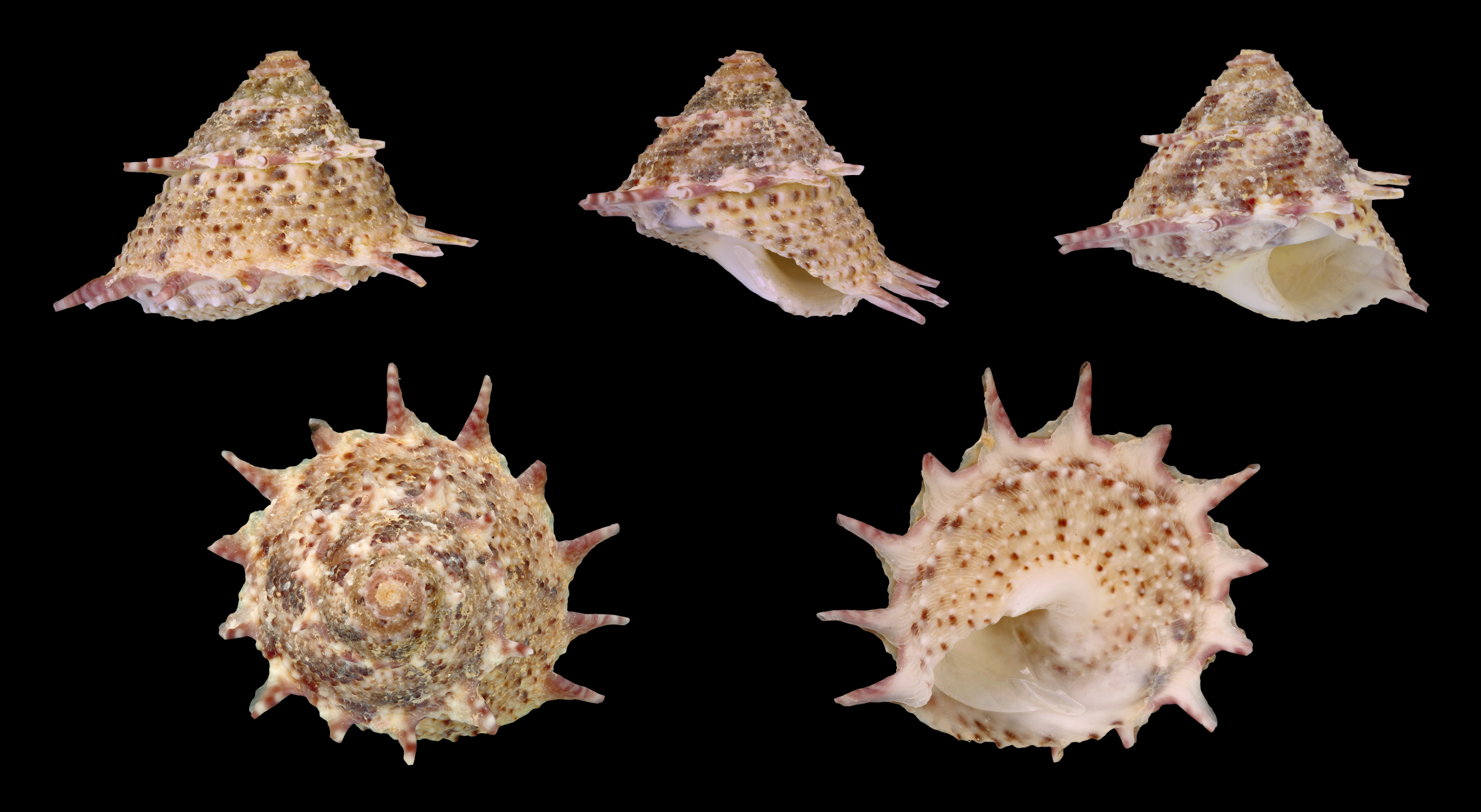
Bolma persica
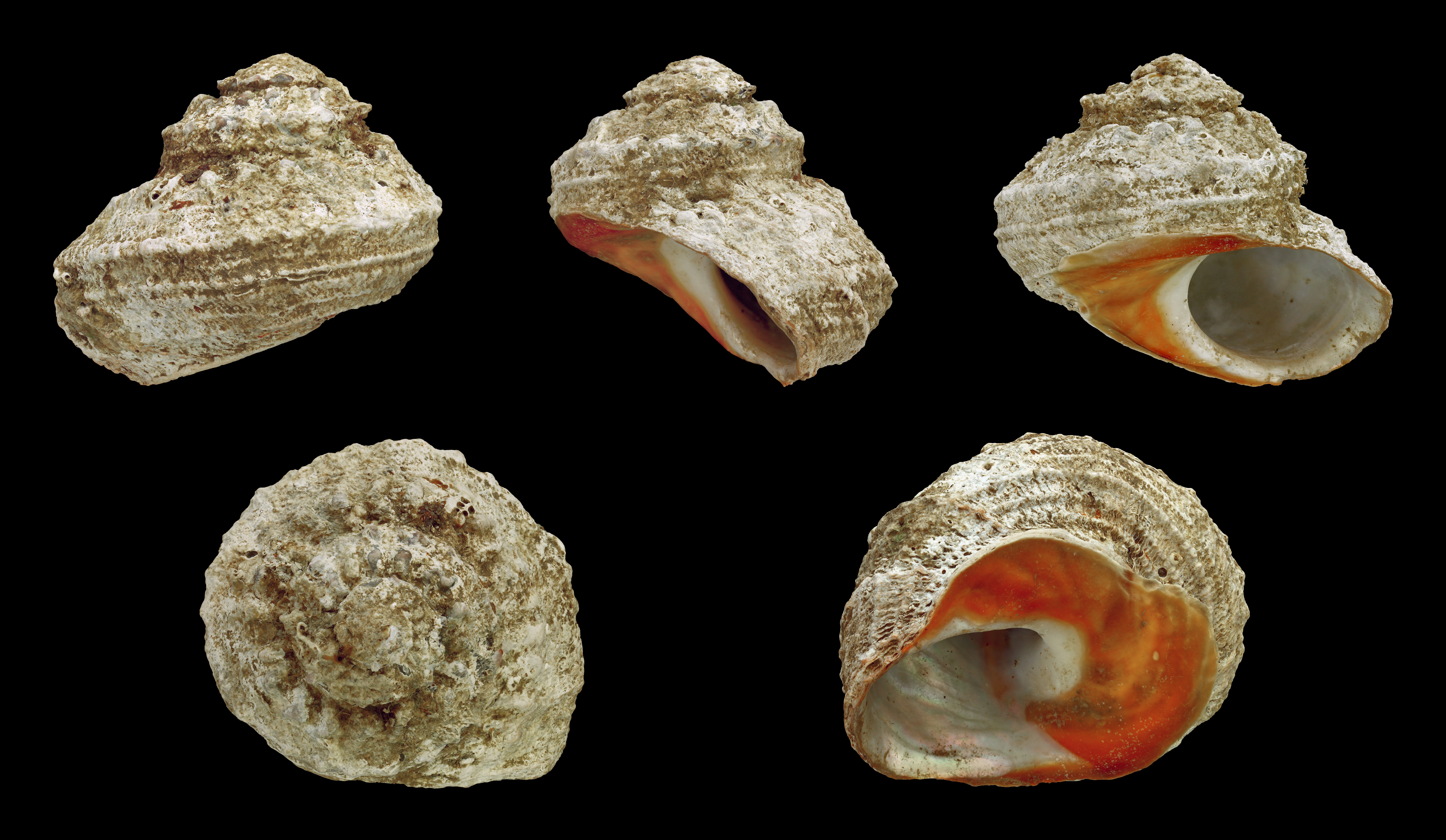
Bolma rugosa
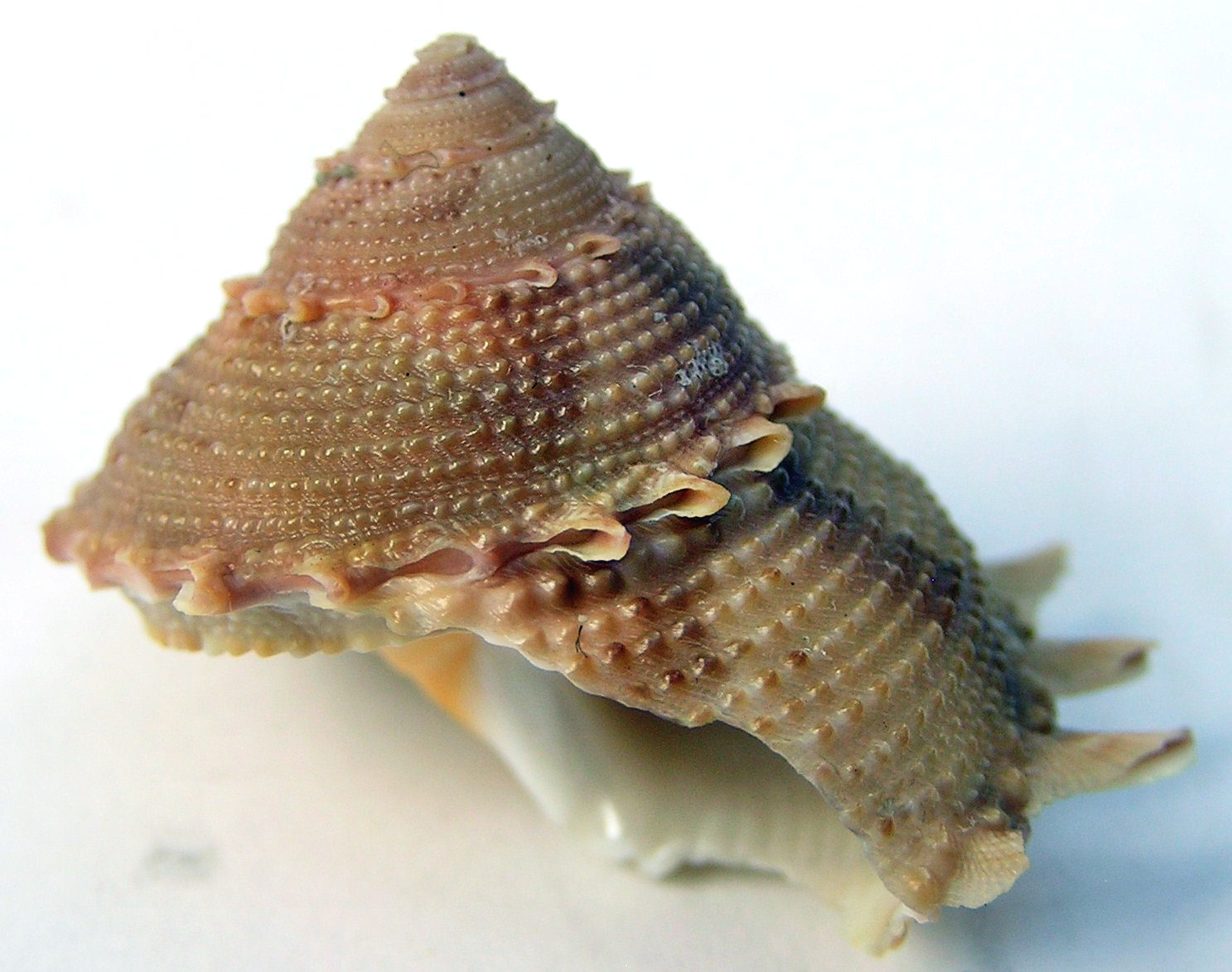
Bolma tamikoana